# Alvaro Lario
Álvaro Lario Hervás (* 1977) ist ein spanischer Ökonom und Manager. Er ist seit Oktober 2022 Präsident des Internationalen Fonds für landwirtschaftliche Entwicklung (IFAD).

## Herkunft und Ausbildung
Lario absolvierte von 2001 bis 2003 an der Princeton University ein Postgraduierten-Studium in Finanzwissenschaften mit einem Stipendium der Fundación Bancaria “la Caixa”. Seine Abschlussarbeit trug den Titel Market versus Statutory Approach in Sovereign Debt Restructuring. 2005 erwarb er an der London Business School einen Master of Research in Wirtschaftswissenschaften unterstützt durch ein Stipendium des UK Economic & Social Research Council und der ICO foundation (Monetary Policy Transmission Mechanism and the Banking Sector). 2007 promovierte er an der Universidad Complutense de Madrid (Essays in Corporate Risk Management. Use of Derivatives and Dynamic Debt Maturity by Non-Financial Firms). Von 2020 bis 2021 absolvierte er am International Institute for Management Development in Lausanne ein Advanced High Leadership Program in Executive Education.

## Karriere
Von 2006 bis 2011 arbeitete Alvaro Lario als Investmentmanager bei Renta 4 in Madrid. Von 2008 bis 2011 lehrte er als Adjunct Professor am Madrider Instituto de Empresa Business School Portfolio Management. Von 2011 bis 2017 war er Chefökonom bei der International Finance Corporation in Washington, D.C., die zur  Weltbank-Gruppe gehört, wo er sich schwerpunktmäßig mit der Entwicklung lokaler Kapitalmärkte und Investitionen in Schwellenländern beschäftigte.
2018 wechselte Lario als Finanzvorstand zum Internationalen Fonds für landwirtschaftliche Entwicklung (IFAD) in Rom. Unter seiner Leitung war der IFAD der erste UN-Fonds, der Zugang zu den Kapitalmärkten gewann und ein Kreditrating erhielt, das es dem IFAD ermöglichte, seine Bemühungen um die Mobilisierung von Ressourcen für den Privatsektor auszuweiten. Seit Oktober 2022 leitet Lario als Nachfolger von Gilbert Houngbo den IFAD als Präsident. Er übernahm das Amt in der Zeit einer globalen Nahrungssicherheitskrise, die zusätzlich durch den Krieg in der Ukraine, den Klimawandel und die ökonomischen Nachwirkungen der COVID-19-Pandemie getriggert wurde. Bei seinem Amtsantritt versprach Lario, versprach, den Einsatz des IFAD auf arme ländliche Gemeinschaften bis 2030 zu verdoppeln. Die Weltgemeinschaft hätte die Institutionen, um die Armut und den Hunger zu bekämpfen, und das Know-how, um die Ungleichheit zu verringern. Man müsse die Ressourcen mobilisieren und alle Kräfte bündeln.